# Bisti
Bisti – perska moneta o wartości 20 dinarów, bita od XVI wieku. Bisti najdłużej emitowano w Gruzji pod okupacją rosyjską – do 1810 r., gdzie odpowiadała dwóm kopiejkom.